# Рівненська АЕС
Рі́вненська атомна електростанція (РАЕС) — перша в Україні атомна електростанція з енергетичним водо-водяним реактором типу ВВЕР-440 (В-213).
РАЕС експлуатує два енергоблоки з реакторами ВВЕР-440 та два з ВВЕР-1000. Сумарна встановлена потужність - 2835 МВт. 
Рівненська АЕС розташована на західному Поліссі, біля річки Стир, у м. Вараш Рівненської області. Є філією - відокремленим підрозділом АТ "НАЕК "Енергоатом" Міністерства енергетики України.
Щорічно станція виробляє близько 19 млрд кВт год електроенергії.
Інтегрована система управління РАЕС сертифікована на відповідність вимогам міжнародних стандартів ISO 9001, ISO 14001, ISO 45001.
В Україні постійний контроль за станом безпеки АЕС здійснює Держатомрегулювання України.

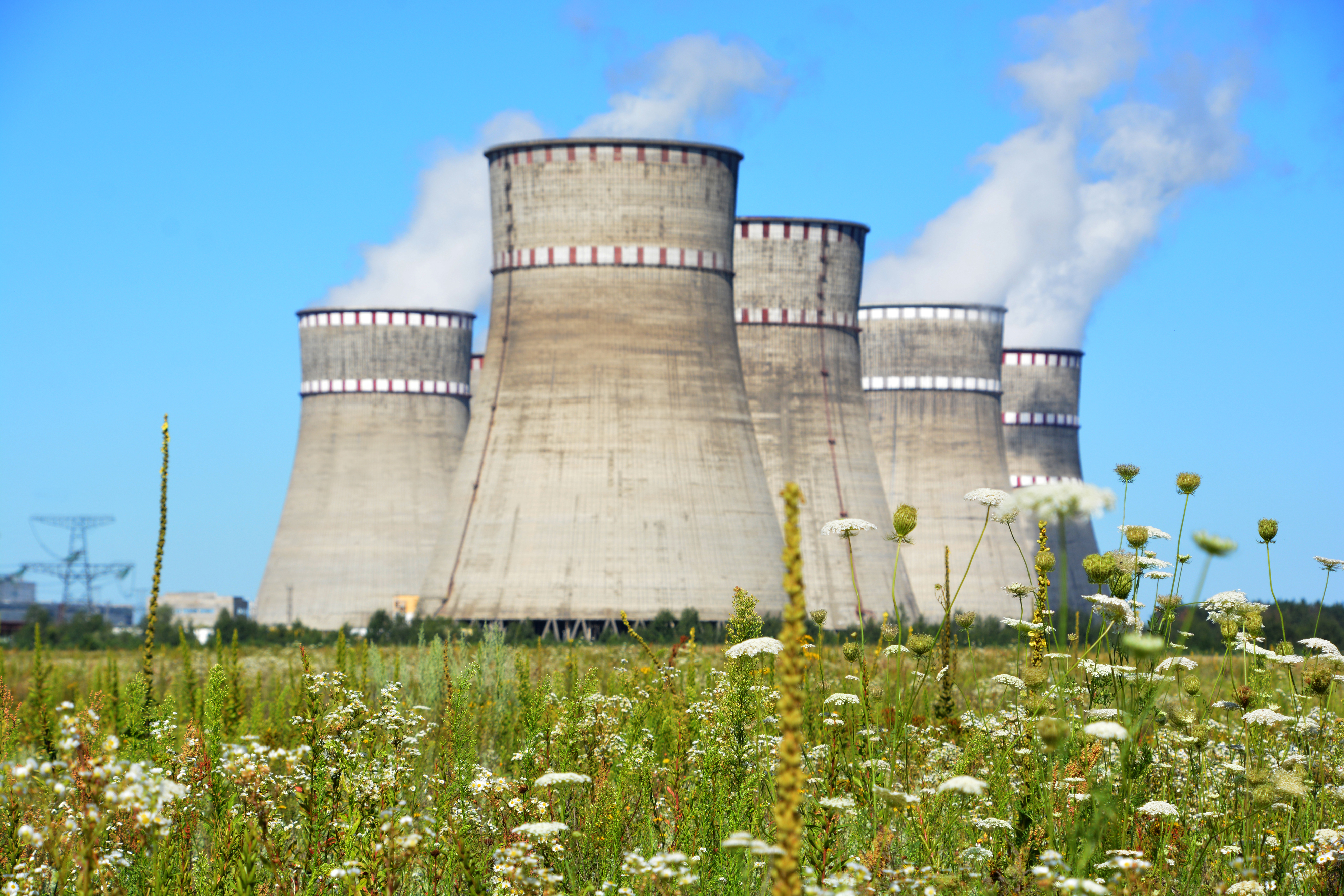

## Історія
Відлік своєї історії станція веде з 1971 року, коли почалося проєктування Західно-Української АЕС, яку пізніше перейменували на Рівненську.
Будівництво станції розпочалося в 1973 році.
Два перших енергоблоки з реакторами ВВЕР-440 введені в експлуатацію в 1980—1981 роках, а 3-й енергоблок (ВВЕР-1000) — в 1986 році.
Будівництво 4-го енергоблоку розпочалося в 1984 році, а в 1991 році передбачалося введення його в експлуатацію. Однак саме тоді роботи призупинили внаслідок введення мораторію Верховної Ради на спорудження ядерних об'єктів на території України. Будівництво відновилося в 1993 році після скасування мораторію. Було проведене обстеження 4-го енергоблоку, підготовлена програма його модернізації. Проведені також громадські слухання з цього питання. 10 жовтня 2004 року 4-й енергоблок РАЕС введений в експлуатацію (ВВЕР-1000).
У 2007 році введено в експлуатацію споруди очищення добавленої води.
У 2010 році продовжено термін експлуатації енергоблоків №1 та №2 на 20 років.
У 2015 році поставлена під напругу ЛЕП-750 кВ «РАЕС - п/с «Київська» для транзиту електроенергії.
У 2018 році продовжено термін експлуатації енергоблоку №3 на 20 років. У цьому ж році введено в експлуатацію комплекс з переробки радіоактивних відходів (КПРАВ).
У 2020 році в експлуатацію введено Технічний центр автоматизованих дистанційних засобів контролю металу.
У 2022 році на енергоблоці ВВЕР-1000 розпочато експлуатацію палива Westinghouse. А у 2023 році розпочалося завантаження палива Westinghouse в активну зону реактора ВВЕР-440.

### Рівне-5
Рівненська АЕС ще від самого початку планувалася шестиблочною. Для цього є усі необхідні умови: географічне розташування, у тому числі близькість до кордонів ЄС, соціально-економічні передумови, низька сейсмоактивність регіону, його інвестиційна привабливість та розвинена інфраструктура. Будівництво нового енергоблоку Р5 (Рівне-5) дозволить залучити інвестиції в дотаційні регіони, забезпечить розвиток промисловості та додаткові мегавати електроенергії в країні.
Виконання передпроєктних робіт РАЕС розпочала ще в 2018 році. Згодом Дорожню карту будівництва було актуалізовано. Для реалізації проєкту обрано реакторну установку АР1000 від американської компанії Westinghouse Electric Company – провідного світового розробника в галузі. Це реактор покоління ІІІ+ із сучасними пасивними системами безпеки та можливістю експлуатувати їх у режимі маневрування. Тут використовуватиметься інноваційний підхід до безпеки.

## Російсько-українська війна
Під час масованого ракетного обстрілу України 15 листопада 2022 року АЕС втратила зв'язок з однією з ліній електропередач 750 кВ. Відбулося зниження частоти електроенергії до неприпустимих показників. Довелось знизити потужність станції, один з чотирьох блоків був автоматично відключений.
1 липня 2023 року, Президент України Володимир Зеленський відвідав Рівненську АЕС та провів там засідання Ставки Верховного Головнокомандувача Збройних Сил України.
Із січня 2023 року на РАЕС діє постійна моніторингова місія МАГАТЕ з питань ядерної безпеки та захищеності. Розташування місій Агентства на всіх українських АЕС відбулося на офіційний запит України. Систематично на майданчиках відбувається ротація групи іноземних експертів, які здійснюють моніторинг ситуації відповідно до семи фундаментальних принципів ядерної безпеки.

## Інформація щодо енергоблоків
| Енергоблок | Тип реакторів       | Потужність | Потужність | Початок будівництва         | Підключення до мережі       | Введення до експлуатації    | Закінчення проектного терміну експлуатації | Продовження терміну експлуатації              |
| Енергоблок | Тип реакторів       | Чиста      | Брутто     | Початок будівництва         | Підключення до мережі       | Введення до експлуатації    | Закінчення проектного терміну експлуатації | Продовження терміну експлуатації              |
| ---------- | ------------------- | ---------- | ---------- | --------------------------- | --------------------------- | --------------------------- | ------------------------------------------ | --------------------------------------------- |
| Рівне-1    | ВВЕР-440/213        | 381 МВт    | 420 МВт    | 01.08.1973                  | 31.12.1980                  | 21.09.1981                  | 22.12.2010                                 | Термін експлуатації продовжений до 22.12.2030 |
| Рівне-2    | ВВЕР-440/213        | 376 МВт    | 415 МВт    | 01.10.1973                  | 30.12.1981                  | 30.07.1982                  | 22.12.2011                                 | Термін експлуатації продовжений до 22.12.2031 |
| Рівне-3    | ВВЕР-1000/320       | 950 МВт    | 1000 МВт   | 01.02.1980                  | 21.12.1986                  | 16.05.1987                  | 11.12.2017                                 | Термін експлуатації продовжений до 11.12.2037 |
| Рівне-4    | ВВЕР-1000/320       | 950 МВт    | 1000 МВт   | 01.08.1986                  | 10.10.2004                  | 06.04.2006                  | 07.06.2035                                 | Плануються роботи з продовження ТЕ            |
| Рівне-5    | Westinghouse AP1000 | 1050 МВт   | 1100 МВт   | виконуються проєктні роботи | виконуються проєктні роботи | виконуються проєктні роботи | виконуються проєктні роботи                | виконуються проєктні роботи                   |

## Міжнародний контроль
Міжнародний контроль за діяльністю АЕС України здійснює Міжнародне агентство з атомної енергії (МАГАТЕ).
Рівненська АЕС дотримується рекомендацій МАГАТЕ у частині підвищення рівня безпеки та надійності роботи діючих енергоблоків. У 1988 році РАЕС першою серед радянських АЕС пройшла перевірку експертами МАГАТЕ. З 1988 року на РАЕС проведено 7 міжнародних місій МАГАТЕ. Результати місій доводять, що стан експлуатаційної безпеки електростанції відповідає усім сучасним міжнародним вимогам.
Також Рівненська АЕС є членом Паризького центру Всесвітньої асоціації операторів атомних електростанцій (ВАО АЕС). Діяльність ВАО АЕС базується на чотирьох основних програмах: партнерські перевірки, надання підтримки, аналіз виробничої діяльності, навчання та розвиток, кожна з яких забезпечує підтримку місії Асоціації і надає практичну допомогу її членам. Фахівці РАЕС активно беруть участь в різних програмах і заходах Асоціації. З 1989 року на РАЕС проведено 9 партнерських перевірок ВАО АЕС.

## Галерея

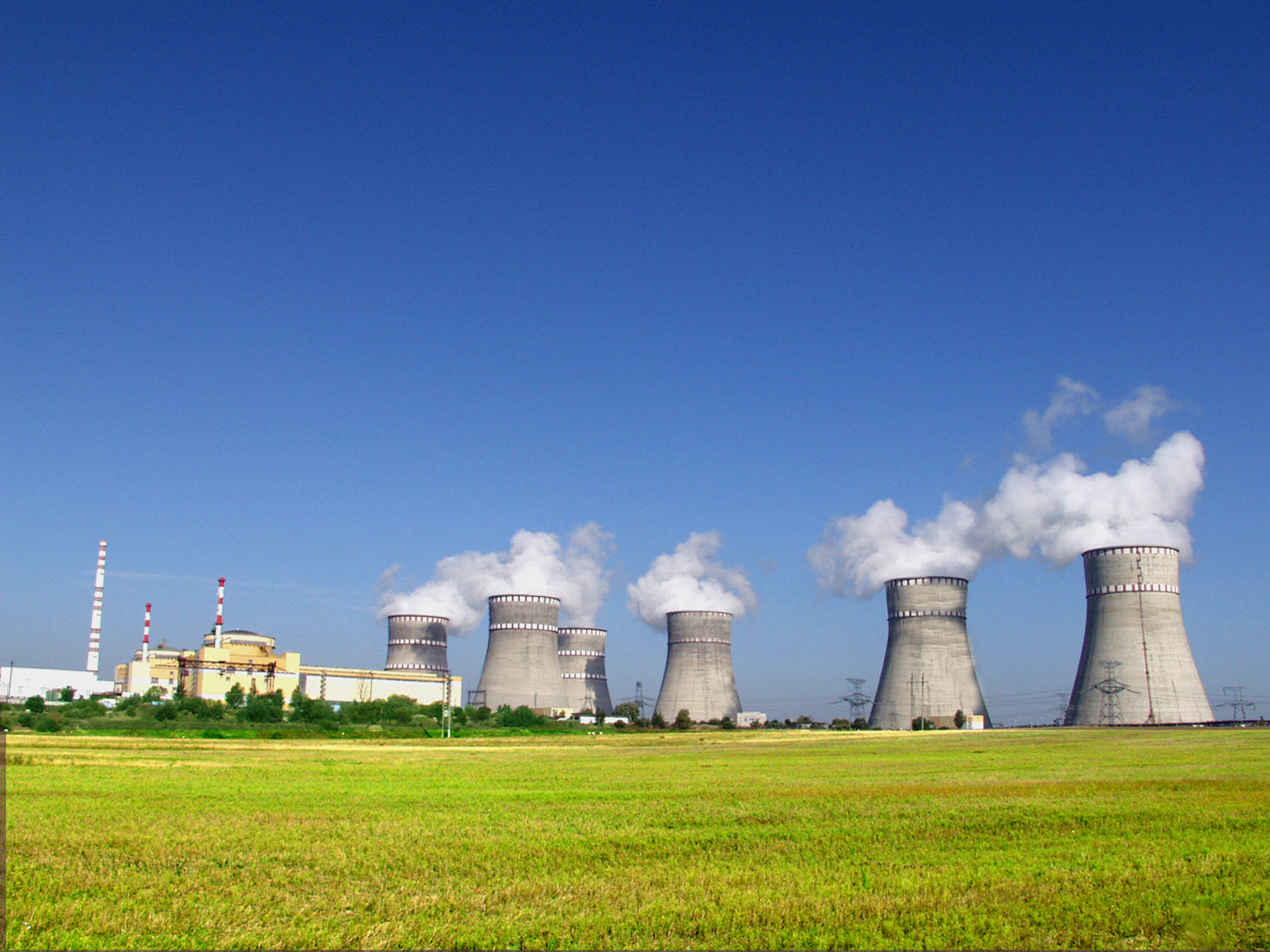
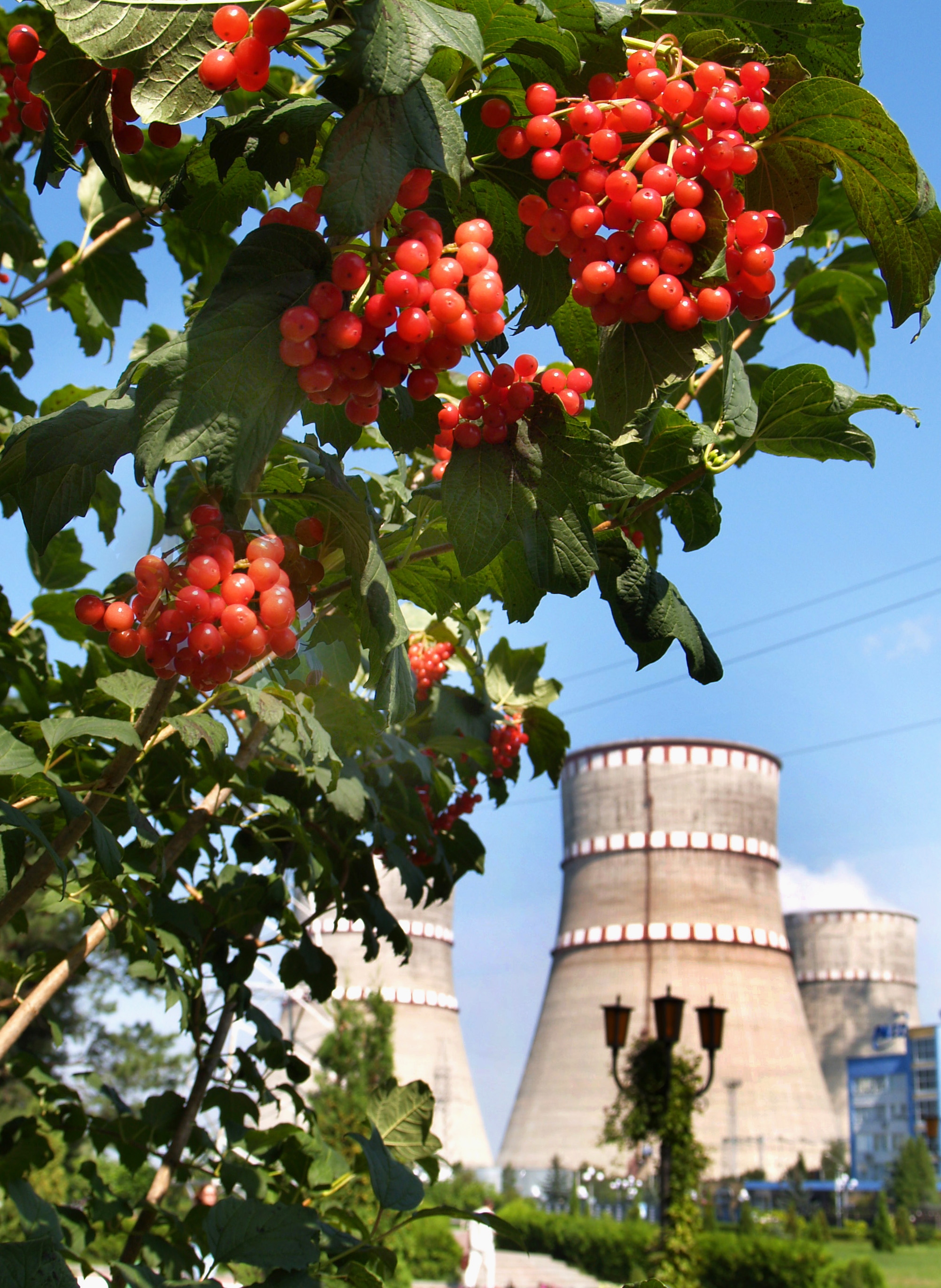
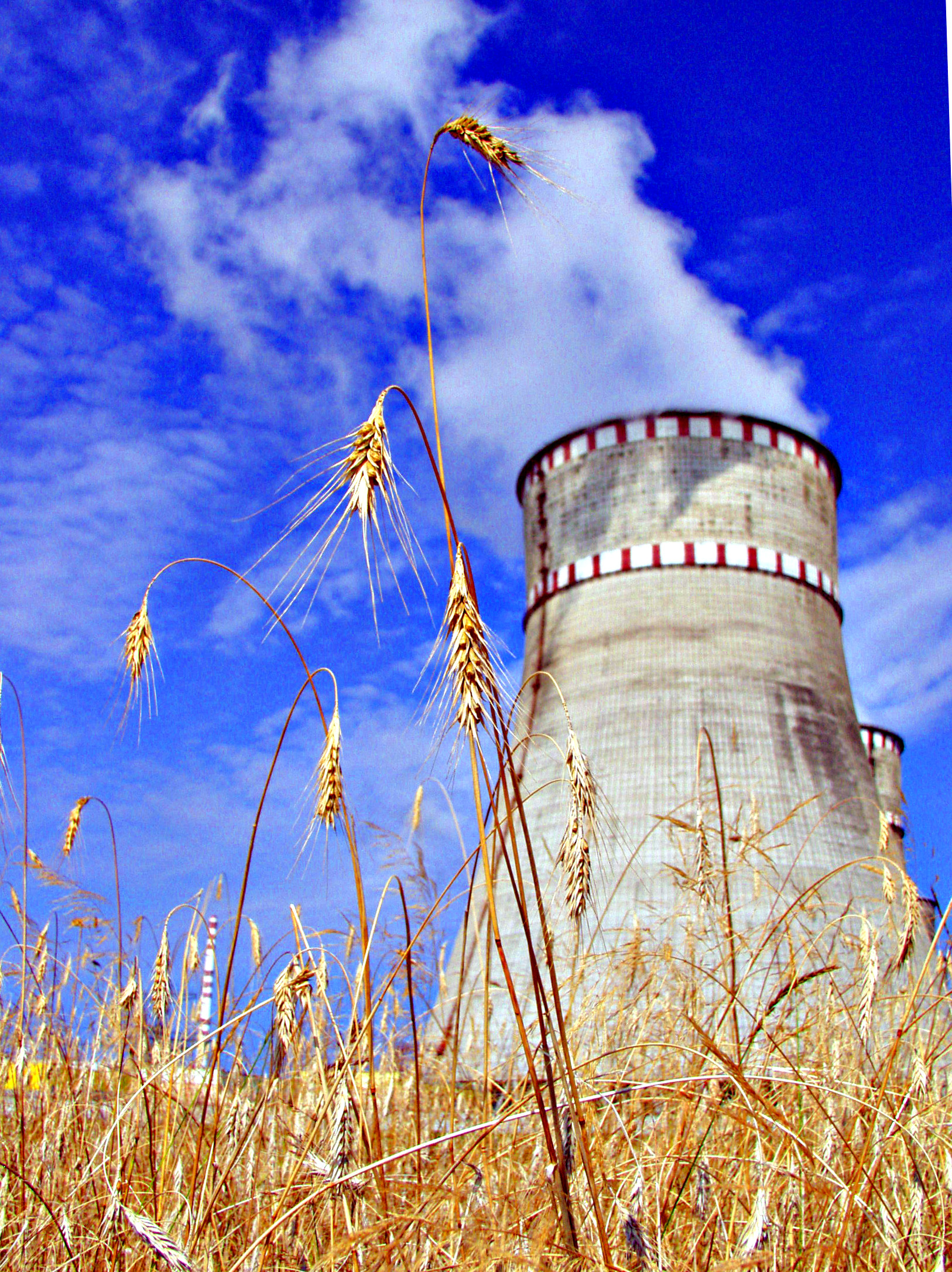